# Filozofska fakulteta v Kölnu
Filozofska fakulteta v Kölnu (nemško Philosophische Fakultät) je fakulteta, ki deluje v okviru Univerze v Kölnu in je bila ustanovljena leta 1920.